# Mangano (arma)
Il mangano era una macchina da guerra per il lancio di proiettili utilizzata sin dai tempi dei Romani nelle operazioni di assedio. Era costituito da un'asta imperniata su un supporto. A una delle estremità era fissata la fionda che doveva ospitare il proiettile (poteva essere un cesto ottenuto incrociando corde oppure realizzato in cuoio in modo analogo). All'altra estremità erano intrecciate numerose corde, che venivano tese al momento del lancio usando direttamente la forza umana. Si differenziava quindi dall'onagro che invece utilizzava l'energia elastica accumulata in fasci di corde ritorte.
Il mangano, in termini di gittata e peso del proiettile, fu superato agli inizi del XIII secolo dal trabucco, il quale sfruttava l'energia accumulata in un peso basculante. Quest'ultimo, tuttavia, per essere utilizzato aveva bisogno di un maggior numero di uomini e presentava una maggiore difficoltà di calibrazione del tiro.